# Azukita
Azukita (absichtliche Falschschreibung des Wortes „Azuquita“; spanisch für „Zucker“) ist ein Lied des US-amerikanischen DJs und Produzenten Steve Aoki in Zusammenarbeit mit den puerto-ricanischen Musikern Daddy Yankee und Elvis Crespo sowie dem US-amerikanischen Produzenten-Duo Play-N-Skillz. Der durch Latin Pop und Big-Room beeinflusste Song wurde am 2. Februar 2018 über Ultra Music und LLC veröffentlicht.

## Hintergrund

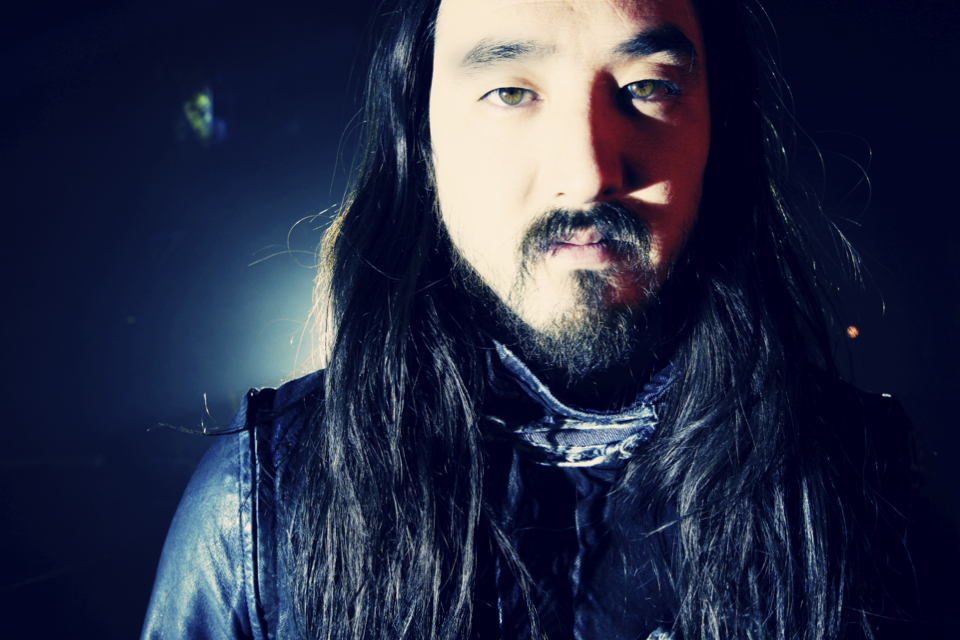
Steve Aoki, der Hauptinterpret des Liedes

Sowohl geschrieben, als auch komponiert wurde der Titel von Steven Hiroyuki Aoki, Elvis Diaz Crespo, Ramon Luis Ayala Rodriguez (Daddy Yankee), Juan Salinas und Oscar Salinas (Play-N-Skillz). Neben diesen traten jedoch auch der aus Chicago stammende DJ und Produzent David Alberto Marcias, der bereits vorher mit Play-N-Skillz zusammenarbeitete und Crespos Ehefrau und Managerin Maribel Vega Laguna als Autoren in Erscheinung. Als Sub-Verleger und Original-Verlage agierten in erster Linie die „Warner Music Group“ mit dessen Imprints „Neue Welt Musikverlag“ und „WB Music“. An der Veröffentlichung selber beteiligten sich „Ultra Records“, „LLC“ und Aokis eigenes Label „Pillowface Publishing“. Durch Play-N-Skillz Einsetzung ihres eigenen Labels „Play for Play-N-Skillz-Music“ zeigte sich auch die „EMI Group“ für das Release verantwortlich.
Steve Aoki gab bereits mehrmals Preis, sich mit lateinamerikanischer Musik zu beschäftigen; so betonte er mehrmals, dass er die Musik von Interpreten wie Daddy Yankee, J Balvin oder Bad Bunny verfolge. Insbesondere durch seinen produzierten Remix zu J Balvins Mi gente kam er mit der Musikrichtung in Kontakt. Bei den Latin Grammys 2017 trat er gemeinsam mit Balvin und Bad Bunny auf.
Play-N-Skillz erzählten in einem Interview mit Billboard, dass sie bereits seit geraumer Zeit mit Aoki im Kontakt standen und gemeinsam erste Entwürfe eines Latin-inspirierten Tracks produzierten. Zu einer Aufnahme-Session des Duos befand sich auch Daddy Yankee im Studio und ein Pressevertreter kündigte zudem Elvis Crespos Erscheinen an. Die Brüder gingen daraufhin auf Yankee zu und schlugen ihm vor, eine gemeinsame Kollaboration ins Leben zu rufen. Via Facetime kontaktierten sie anschließend Steve Aoki und fingen Crespo ab. Ziel soll es gewesen sein Crespos und Yankees Vocals mit Aokis EDM-Elementen zu verbinden. Innerhalb weniger Stunden soll der Song fertig produziert worden sein.
Mitte November 2017 kündigte Steve Aoki die Kollaboration mit Daddy Yankee sowie den Titel offiziell in einem Interview mit Empo TV an. Parallel veröffentlichte er auf Instagram Bilder und Clips vom Musikvideo-Dreh, bei dem auch Teile des Liedes zu hören waren.
Am 30. Januar 2018 gab er auf seinen Social-Media-Plattformen die Veröffentlichung von Azukita für den 2. Februar 2018 bekannt.

## Inhalt und Musikalisches
Das Lied basiert auf einem 4/4-Takt und das Tempo liegt bei 130 bpm. Eingeleitet wird der Track von einer eingängigen Kick, die von Vocal-Shouts begleitet wird. Dabei wird auf die Namen der Interpreten angespielt. Mit einem kurzen Einsatz an Drums wird daraufhin die erste Strophe des Liedes eingeleitet, bei der Crespo zu hören ist. Begleitet wird er von einem Piano und einem sich wiederholenden Clap. Es folgt eine Bridge, die aus einer einmal pro Takt erklingenden Kick sowie Daddy Yankees Stimme besteht. Der Drop ertönt daraufhin im Big-Room-Muster. Nach dem Drop wird erstmals der Refrain verwendet, den Crespo und Yankee gemeinsam übernehmen. Auf die Beendigung eines weiteren Durchlaufs von Bridge und Drop folgt ein Rap-Part von Daddy Yankee. Danach ist ein letztes Mal die Bridge, der Drop sowie der Chorus zu hören.
Inhaltlich zielt der Song auf die Ausstrahlung einer Auswahl an weiblichen Personen ab. Dabei betont das lyrische Ich mehrfach, dass es keine Rolle spielt welche Haut- oder Haarfabe diese haben. Die Ausstrahlung sowie auch die Frauen selber werden metaphorisch als „Zucker“ bezeichnet.
| „La morena tiene algo Que me llena de sabor. Y esa blanquita tiene algo Que me arranca el descontrol. Dame una de azúcar! Dame dos de azúcar! Dame tres de azúcar! Blanca y morena, blanca y morena!“ – Erste Strophe & Pre-Drop, Originalauszug | „Die Brünette hat etwas, Das mich mit Geschmack erfüllt. Und diese weiße Haut hat etwas, Das mich die Kontrolle verlieren lässt. Gib ein Stück Zucker! Gib zwei Stück Zucker! Gib drei Stück Zucker! Weiße Haut und brünett, weiße Haut und brünett!“ – Erste Strophe & Pre-Drop, Übersetzung |

## Rezeption
Das Lied erhielt überwiegend positive Kritiken. Insbesondere die Verschmelzung der unterschiedlichen Musikstile von Daddy Yankees Latin-Pop und Steve Aokis Big-Room-Sound wurde gelobt. Erik Mahal vom Online-Magazin „EDM Sauce“ erwähnte eine Ähnlichkeit zu Aokis 2013 veröffentlichten Single Boneless, räumte dem Song aber aufgrund der Namen ein Hitpotential ein.

„Der Track ist energiereich und eingängig. Wenn es der Drop einsetzt, erinnert er an “Boneless”. Während des ganzen Liedes werden traditionelle hispanische Musikelemente hervorgehoben. Alles in allem ist es ein lustiges Stück, das aufgrund der hochkarätigen Zusammenarbeit definitiv einen gewissen Erfolg haben wird. Vielleicht, aber nur vielleicht wird das die Leute davon abhalten, Daddy Yankee sofort mit ‘Gasolina’ zu verbinden, aber wahrscheinlich nicht.“

## Veröffentlichung
Als Download-Single erschien der Track am 2. Februar 2018. Hierbei handelt es sich um einen Radio Edit in Form eines Einzeltracks. Die Veröffentlichung als CD-Single oder einer Remix-EP wurde nicht in Angriff genommen.
- Download

1. Azukita – 3:46[6]

## Musikvideo
Am 17. November 2017 veröffentlichte Steve Aoki in seiner Instagram-Story Bilder und Clips vom Musikvideo-Dreh. Dabei war zu erkennen, dass er, Play-N-Skillz sowie auch Daddy Yankee im Musikvideo zu sehen sind. Gemeinsam tanzen sie mit einer Reihe Choreographen zum Lied. Ein Release-Datum für das Musikvideo wurde nicht bekanntgegeben.